# Desperté
Desperté es el título del primer disco de estudio de la cantante española Roser.
Se publicó en marzo de 2003 bajo el sello de Warner Music y fue producido por Francesc Pellicer en los estudios Coderecords.

## Información general
En el verano de 2002, tras su paso por el talent show televisivo "Popstars, a Roser le esperaba un contrato discográfico con Warner Music y así, en marzo del siguiente año se publicaría su primer disco en solitario. El primer sencillo lanzado fue No vuelvas junto a un potente videoclip de estética futurista. Después le seguiría su gran éxito comercial Quiero besarte que se posicionó como una de las canciones del verano y cerraría el ciclo Dueña de mi corazón.

## Lista de canciones
| Nº  | Canción                                               | Duración |
| --- | ----------------------------------------------------- | -------- |
| 1.  | "Dueña de mi corazón"                                 | 3:35     |
| 2.  | "No vuelvas"                                          | 3:40     |
| 3.  | "Quiero besarte"                                      | 3:48     |
| 4.  | "El dolor de tu presencia"                            | 4:03     |
| 5.  | "Enferma de ti"                                       | 3:22     |
| 6.  | "No intentes herirme"                                 | 3:59     |
| 7.  | "Desperté"                                            | 4:10     |
| 8.  | "Tras una tormenta"                                   | 4:52     |
| 9.  | "Un mensaje"                                          | 4:09     |
| 10. | "Dime"                                                | 3:32     |
| 11. | "Por muchas lunas llenas"                             | 4:47     |
| 12. | "Don't come back" [versión en inglés de "No vuelvas"] | 3:43     |

## Sencillos
| Nº | Sencillo              | Lanzamiento     |
| -- | --------------------- | --------------- |
| 1. | "No vuelvas"          | Febrero de 2003 |
| 2. | "Quiero besarte"      | Mayo de 2003    |
| 3. | "Dueña de mi corazón" | Octubre de 2003 |